# 西和賀町立沢内小学校
西和賀町立沢内小学校（にしわがちょうりつ さわうちしょうがっこう）は、岩手県和賀郡西和賀町大字沢内にある公立小学校。昭和の名村長、深沢晟雄の出身地でもある町内の北部が学区である。

## 沿革
- 2011年（平成23年）4月 - 旧沢内村内の小学校を統合して開校[1]。

## 学区
貝沢区、若畑区、川舟区、長瀬野区、泉沢区、弁天区、猿橋区、太田区、鍵飯区、前郷区、新町区、大野区、東大野区

## アクセス
- 町民バス「沢内おでかけバス」で、「沢内小学校前」停留所下車。
  - ただし、「沢内小学校前」停留所通過便は、火曜日と木曜日のみ運行[5]。
- JR東日本北上線ほっとゆだ駅より、
  - 上述の「沢内おでかけバス」に乗車し36分、「沢内小学校前」停留所下車。
  - 車で25分～30分。[要出典]